# Cort (noblesa)

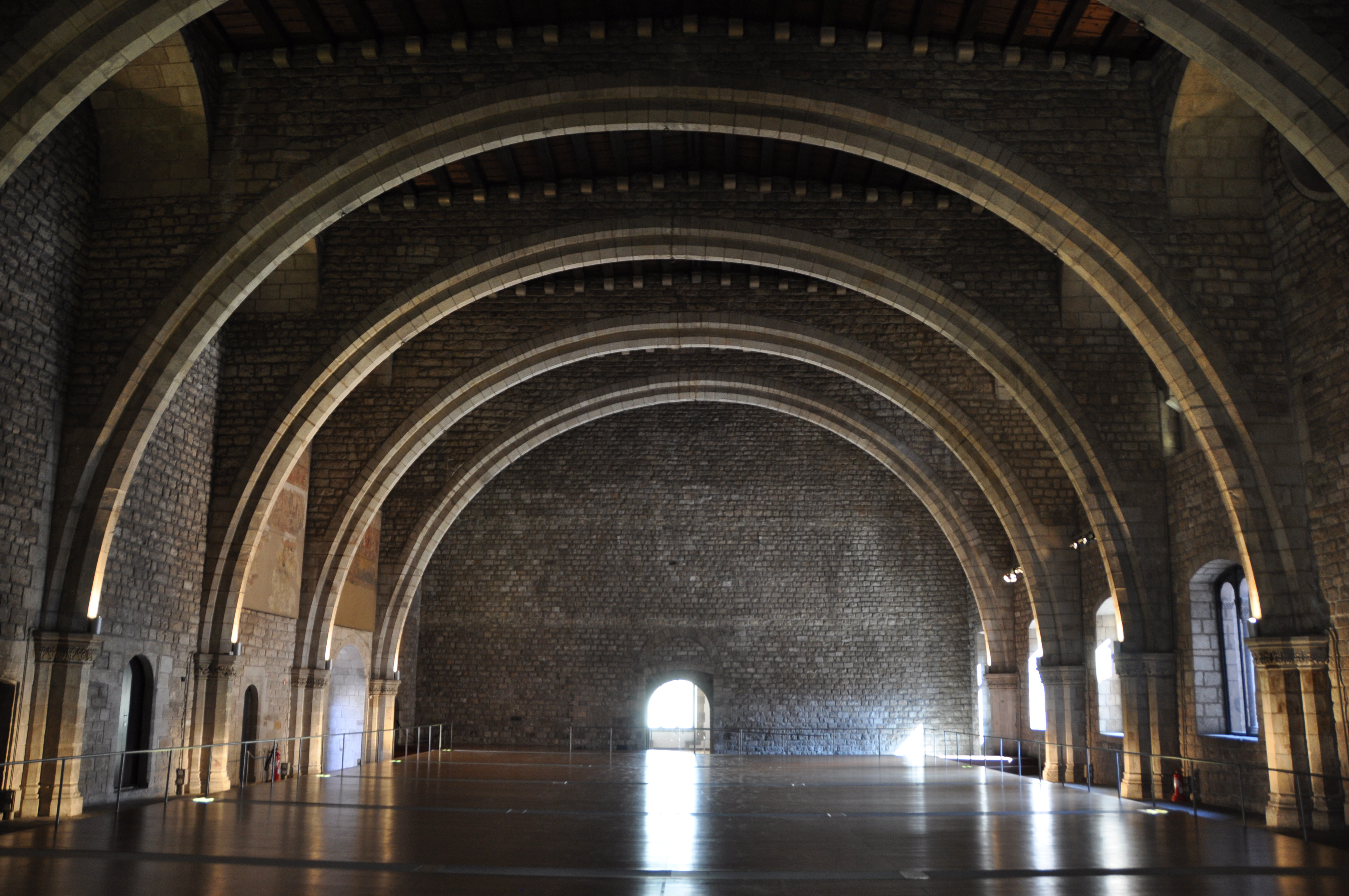
Interior del Saló del Tinell, sostingut per arcs de diafragma

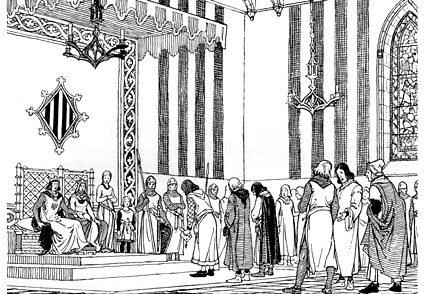
Representació de la rebuda dels reis catòlics a Colom al monestir de Sant Jeroni de la Murtra, a Badalona

La cort és el conjunt de membres de la noblesa i funcionaris que acompanyen el rei en les seves funcions de govern i protocol. El terme s'empra sobretot per a definir les persones que durant l'edat mitjana i moderna vivien a prop del monarca. La cort estava situada al castell o palau principal i residències properes dels nobles.

## Ampliació del concepte
Malgrat que la definició estricta d'una cort reial fa referència a un grup de persones, la vida d'aquestes persones ocupa uns espais físics (palaus, capelles, cases, jardins, cavallerisses) i causa una inter-actuació amb altres grups de persones que no formen part de la cort immediata. Desenvolupant el concepte es pot arribar a la conclusió que el terme cort s'assimila a la mateixa ciutat on està ubicada, ja sigui de forma permanent o estacionària. Cort és un grup de gent, però també la ciutat on viu i actua.

## Persones

### Família de qui governa
Era freqüent la presència estable del sobirà i de gran part de la família immediata (esposa, fills…).

### Amistats personals
Amics i amigues de la família governant, amb lligams amorosos o sense, eren persones importants en qualsevol cort. Podien pertànyer a la noblesa o ser plebeus, ocupar algun càrrec o no. L'aspecte més important d'aquestes amistats és la possible influència en el govern, permeten als cortesans de participar en intrigues polítiques i prendre partit en els grups de pressió.
Hi ha exemples de tota mena: Séneca, Petroni, Teodora, Madame de Pompadour, Gabrielle de Polignac, Grigori Potiomkin, Francisco Serrano Domínguez, madame Ratazzi…

#### Casos particulars
- Lucrezzia d'Alagno amant d'Alfons el Magnànim.[3]
- Ferran I de Nàpols fou fill natural d'Alfons V d'Aragó i de la seva amistançada Giraldona Carlino.[4]
- John Montagu comte de Sandwich. Primer lord de l'Almirallat Britànic . Aquest noble tenia càrrecs polítics i era amic personal del rei Carles II d'Anglaterra i d'Escòcia. El seu secretari a l'Almirallat era Samuel Pepys que va donar molts detalls de la vida personal del rei i de lord Sanwich.[5]

### Fills naturals
La llista de fills naturals de nissaga reial és prou nombrosa. Els bords reials, reconeguts o no, formaven part de la cort. A vegades rebien títols de noblesa creats especialment i ocupaven càrrecs importants.
Carles II d'Anglaterra i d'Escòcia, per exemple, no va tenir fills legítims però la seva descendència natural, amb diverses dones, fou molt nombrosa. Tres senyores prou conegudes i importants el podien considerar com a ancestre: Diana de Gal·les, Camil·la de Cornualla i Sarah Ferguson.

### Càrrecs polítics
Una part important de persones amb poder legal (càrrecs designats) vivia al costat del rei. A Catalunya era típic el càrrec de senescal.

### Consellers personals
En algunes corts hi havia consellers sense cap càrrec que, per llur experiència i prestigi, podien influir en la política i les decisions del rei o similar.

### Funcionaris nobles
Alguns oficis tradicionals es convertiren molt aviat en càrrecs de poder ocupats per membres de la noblesa: mestre dels cavalls (cavallerís major; “Master of the horse” a Anglaterra), falconer…

### Reis d'armes,heraldsi porsavants
Tots els temes relacionats amb l'heràldica estaven a càrrec d'un rei d'armes, alguns heralds (d'armes) i porsavants (d'armes). El nom oficial dels reis d'armes era simbòlic i indicava un territori.
- Berry era el nom del rei d'armes de Carles VII de França.[11]
- Sicília era el nom del rei d'armes d'Alfons el Magnànim.[12][13]
- Toledo.[14][15]

### Funcionaris administratius
Els funcionaris administratius imprescindible eren els següents:
- un responsable de recaptar els impostos
- un secretari general, encarregat de posar per escrit tos els documents importants, de rebre la correspondència i mantenir els arxius al dia
- un pagador, encarregat de pagar i anotar totes les despeses reials (a Catalunya s'anomenava Mestre racional o “escrivà de ració”.[16]

### Servents
El personal de servei pot classificar-se de moltes maneres. Primerament hi havia els criats directes del rei, les criades de la reina, els criats de cada fill i els criats amb funcions generals.

### Servei de protecció
La seguretat de la cort estava assignada als guardes de palau i als guardes de cos del rei i família reial.
- Els  pretorians van ajudar que Claudi prengués el lloc d'emperador i van reptar al senat que s'oposés a la seva decisió.[17]

- Des de 1485 els Beefeaters es van fer càrrec de la vigilància de la Torre de Londres.[18]

- Enrique Cock, “archero” de Felip II (els “archeros” eren una de les guàrdies personals del rei, simbòlicament armats amb una “archa”), escrigué una relació del viatge de Felip II a Aragó, Catalunya i València. Es tracta d'un document que detalla alguns aspectes d'una cort itinerant.[19]

- El cos de Mosqueters de la Guàrdia es va crear el 1622 per Lluís XIII de França. Constituïen la guàrdia reial mentre el rei era fora de les residències reials (dins de les residències reials, la guàrdia del rei estava formada per la Garde du Corps i els Gardes Suisses).

### Mestres d'armes i similars
En èpoques antigues, en l'edat mitjana, en el renaixament i també en èpoques posteriors, els prínceps i reis acostumaven a tenir mestres d'esgrima i picadors de cavalls que els entrenessin en diverses classes de lluita – a peu i a cavall – amb tota classe d'armes. Els noms d'alguns d'aquests professionals es coneixen per documents escrits.
- 1363. Pere Dantist, mestre d'esgrima d'Alfons el Benigne, Pere el Cerimoniós i l'infant Joan el Caçador.[20]
- Charles Brandon (duc de Suffolk) i Thomas Grey (marquès de Dorset) justaven amb Enric VIII d'Anglaterra.[21][22]

### Diplomàtics estrangers
Els ambaixadors estrangers, sovint residint a les pròpies ambaixades, eren figures importants a la cort. A vegades poden ser actors políticament neutres i a vegades poden prendre part activa en conspiracions. El servei de facilitar informació als seus països d'origen, per mitjans legals o no, era d'una importància cabdal.
Exemples:
- Les cartes de Giovanni Mocenigo, ambaixador de Venècia a França, demostren que facilitava informació sobre actuacions i plans previstos de Felip II.[23]

- L'ambaixador espanyola Anglaterra, el català Guerau de Espés, conspirava contra la reina Isabel I i a favor de Maria d'Escòcia.[24]

## Comportament, cortesia i protocol
En cada cort i en cada època la vida de les persones estava sotmesa a unes normes de cortesia determinades amb precisió. Seguir les normes era obligat als cortesans, amb la possible excepció dels més poderosos (en circumstàncies determinades).
Els actes oficials i la majoria d'actes públics s'havien d'ajustar al protocol.
El comportament públic solia ser molt estricte en les formes i no tant en els actes. La moral aparent podia ser molt rigurosa o molt laxa. I era freqüent dur una doble vida, coneguda i acceptada per tothom, sempre que es mantinguessin les aparences.
Entre altres són famoses dues obres sobre els cortesans: Il cortegiano (de Baltasar de Castiglione) i Libro intitulado El cortesano (de Lluís del Milà).

### Casos notables
- Els 47 rōnin del Japó.
  - Un noble japonès va desembeinar la katana a la cort de l'emperador i va haver de suïcidar-se (per haver trencat el protocol) després de tallar una cinta del cap de l'adversari sense ferir-lo.
- La mort de Tycho Brahe

## Arquitectura
Els habitatges i altres edificis associats a les corts reials són notables per les dimensions i la magnificència de la construcció. Al costat dels elements utilitaris indispensables, és freqüent la presència de conjunts destinats a impressionar els espectadors autòctons i estrangers. Les residències principals (palaus o castells) poden ser el producte d'un arquitecte en una època determinada o, més sovint, el resultat d'obres i reformes de diversos responsables. Moltes residències reials antigues han estat convertides en museus o seus d'institucions públiques de tota mena. L'arquitectura sumptuosa i espectacular d'alguns particulars imitava (i imita) l'estil típic dels palaus reials.

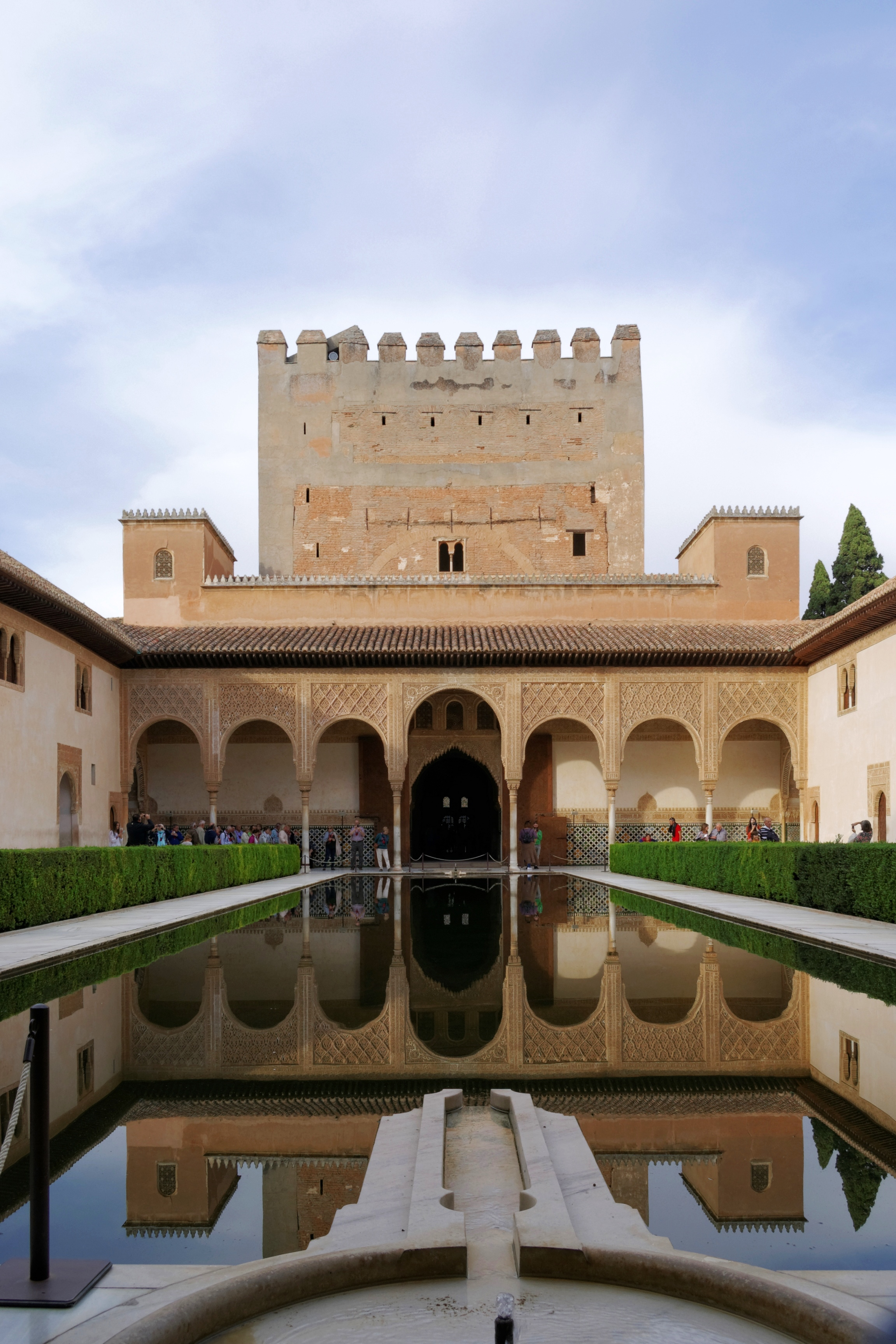
Alhambra, “Patio de los Arrayanes”
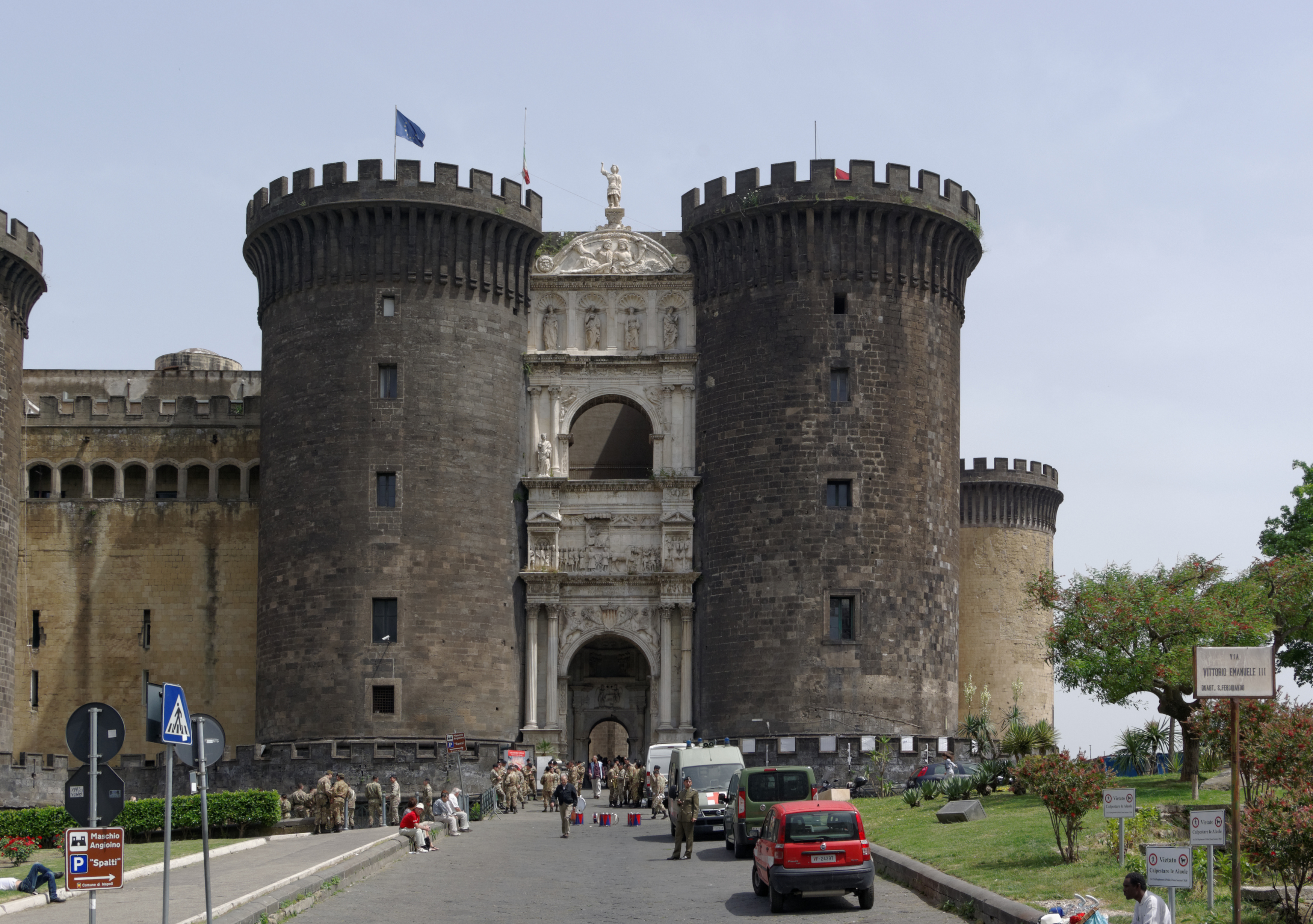
Castell Nou de Nàpols
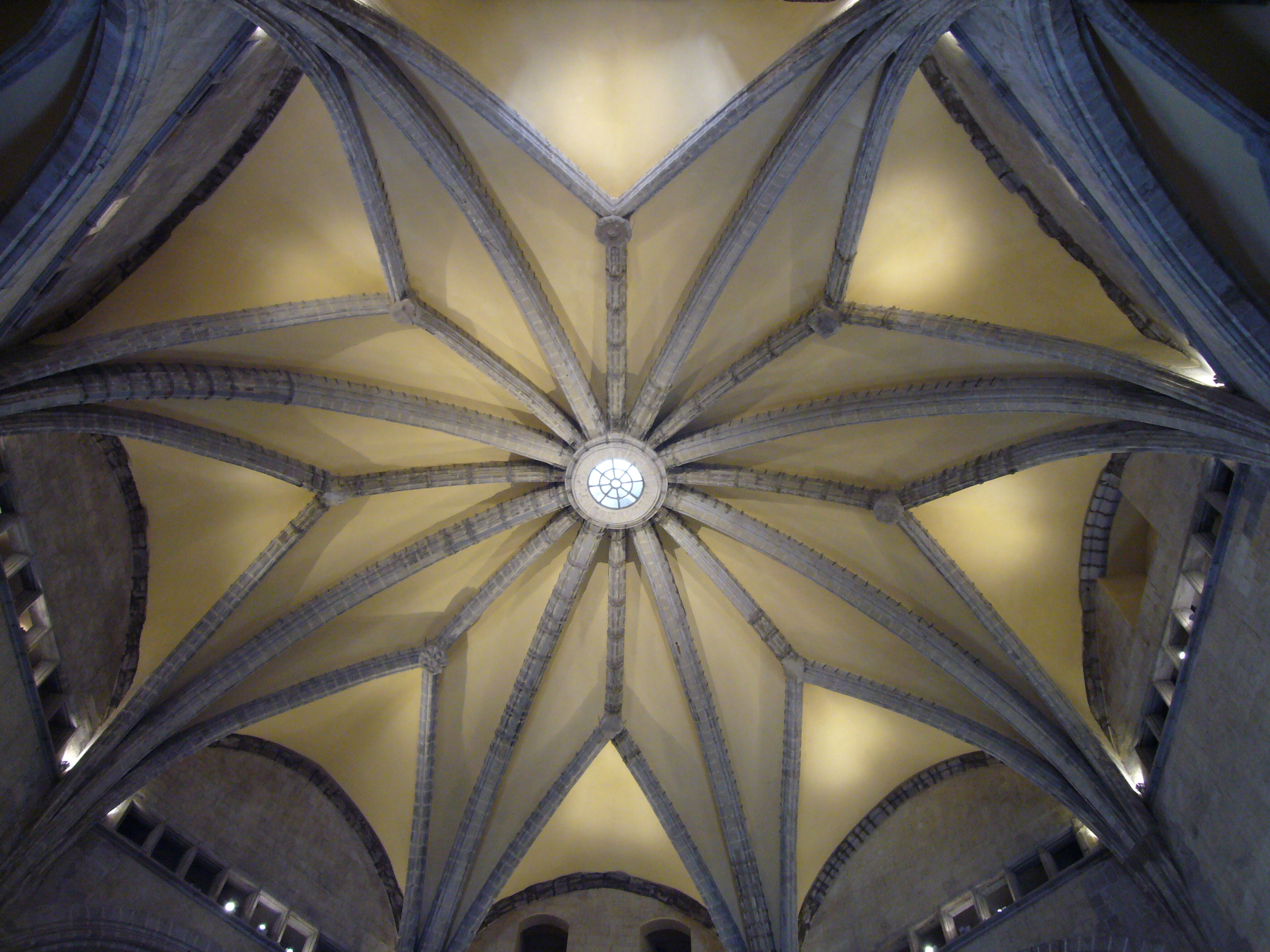
Volta de la Sala dels barons del Castell Nou de Nàpols
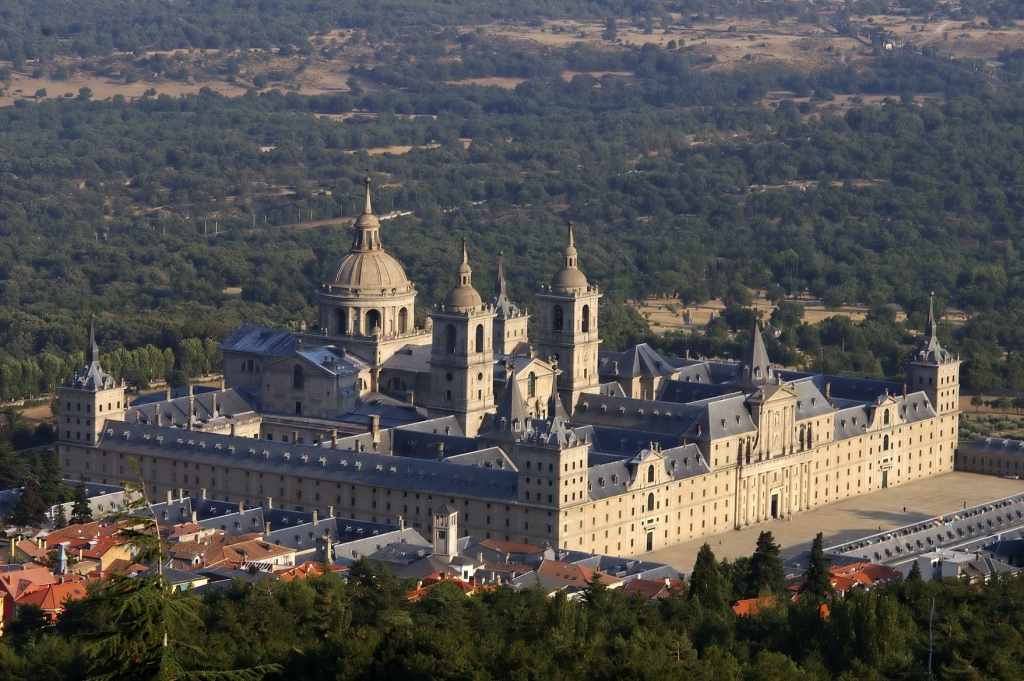
Monestir d'El Escorial
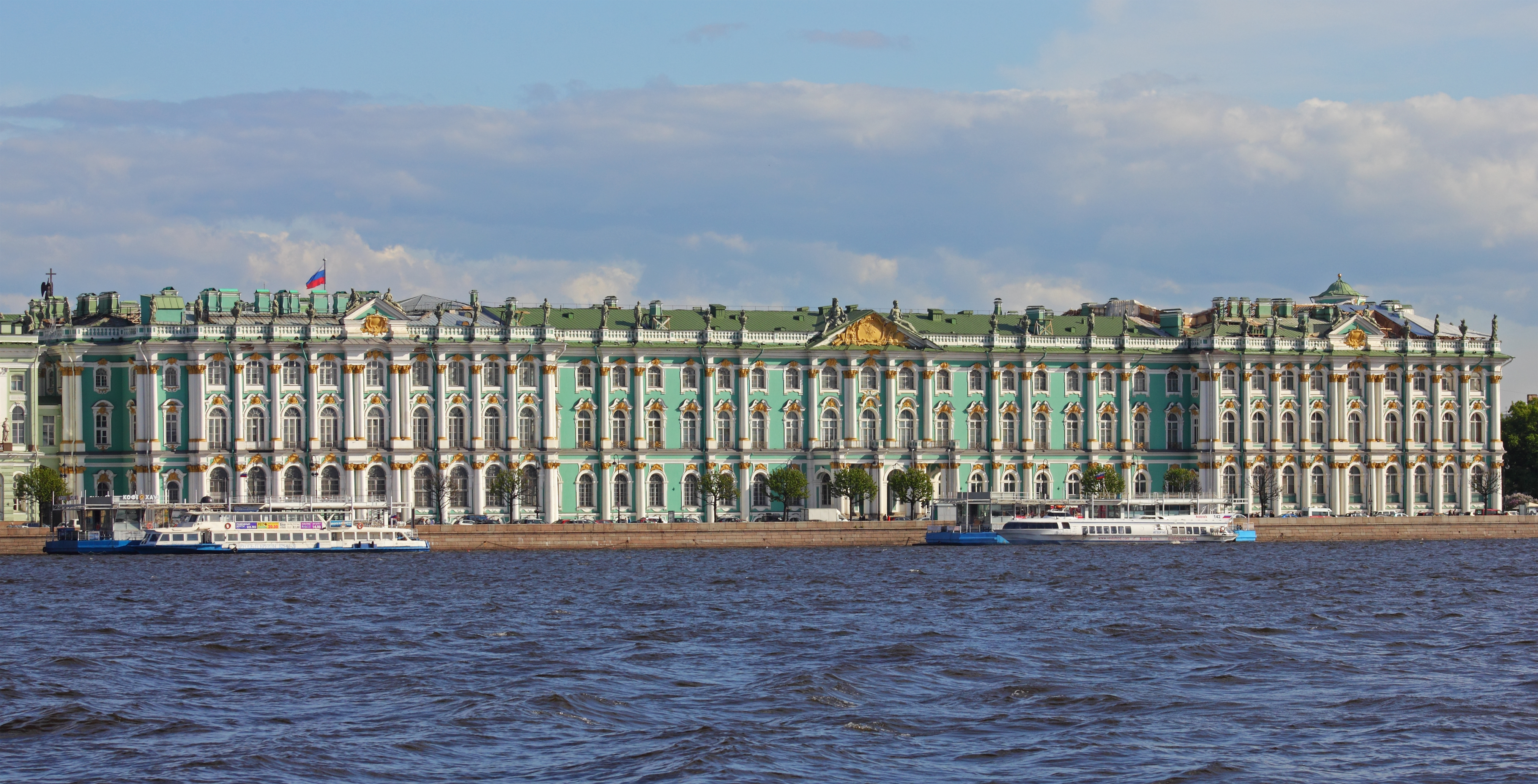
L'Hermitage[27] de Sant Petersburg.
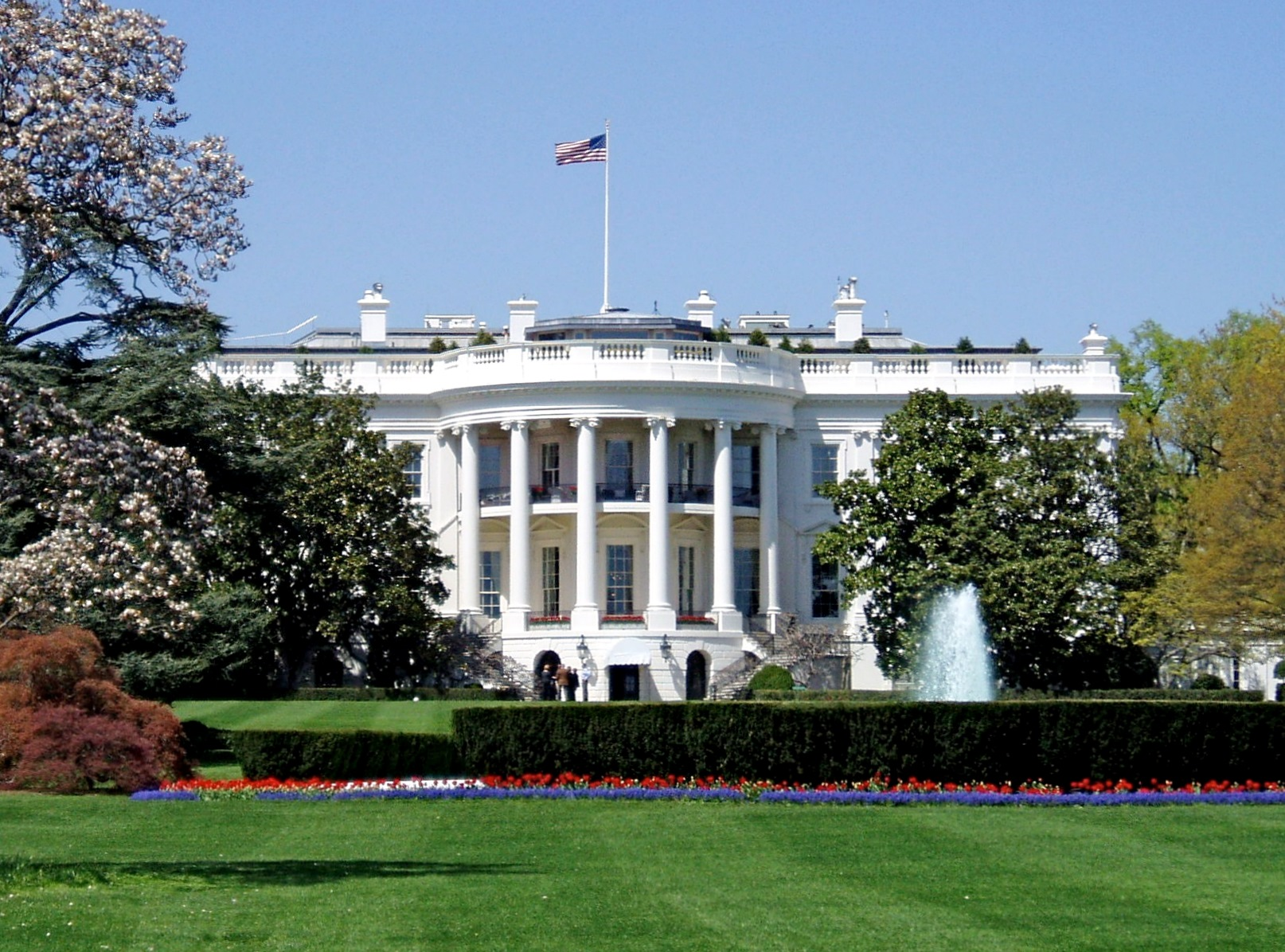
Façana sud de la Casa Blanca

## Cultura

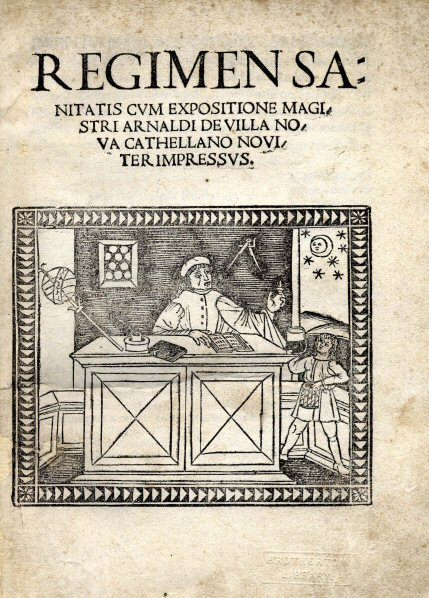
Coberta de la primera edició del Regimen Sanitatis Salernitanum (1480).

Gairebé totes les corts documentades foren centres de cultura. Els millors metges de cada època eren consultats i atenien les autoritats. En alguns casos escrigueren obres de medicina, regims de sanitat o farmacopea. També els juristes eren abundants a la cort: ocupant càrrecs als tribunals, aconsellant i posant per escrit les lleis antigues i noves. Les professions dedicades a l'entreteniment i distracció trobaven a les corts públic assegurat i remuneracions millors que arreu.

### Literatura
Entre totes les arts, la literatura (escrita i oral) és la més accessible a l'estudi pel mateix format de les seves obres. Els millors escriptors es desplaçaven a la cort on podien viure del seu ofici i assegurar-se de la popularitat i la conservació física dels seus treballs en les biblioteques dels palaus.
Alguns monarques eren trobadors (a temps parcial) mentre que altres organitzaven Jocs florals, com per exemple Joan el Caçador

#### Biblioteques
Hi ha uns quants exemples de biblioteques fundades per reis, com ara maBiblioteca de Pere el Cerimoniós al monestir de Poblet.

### Música
Hi ha molts exemples de músics de la cort. També són freqüents els exemples de músics viatgers, cedits temporalment o contractats expressament, que anaven a residir a corts llunyanes. Els músics (ministrers) de Joan el Caçador. Rodrigo de la Guitarra, ministrer de corda de Ferran I.

### Gastronomia

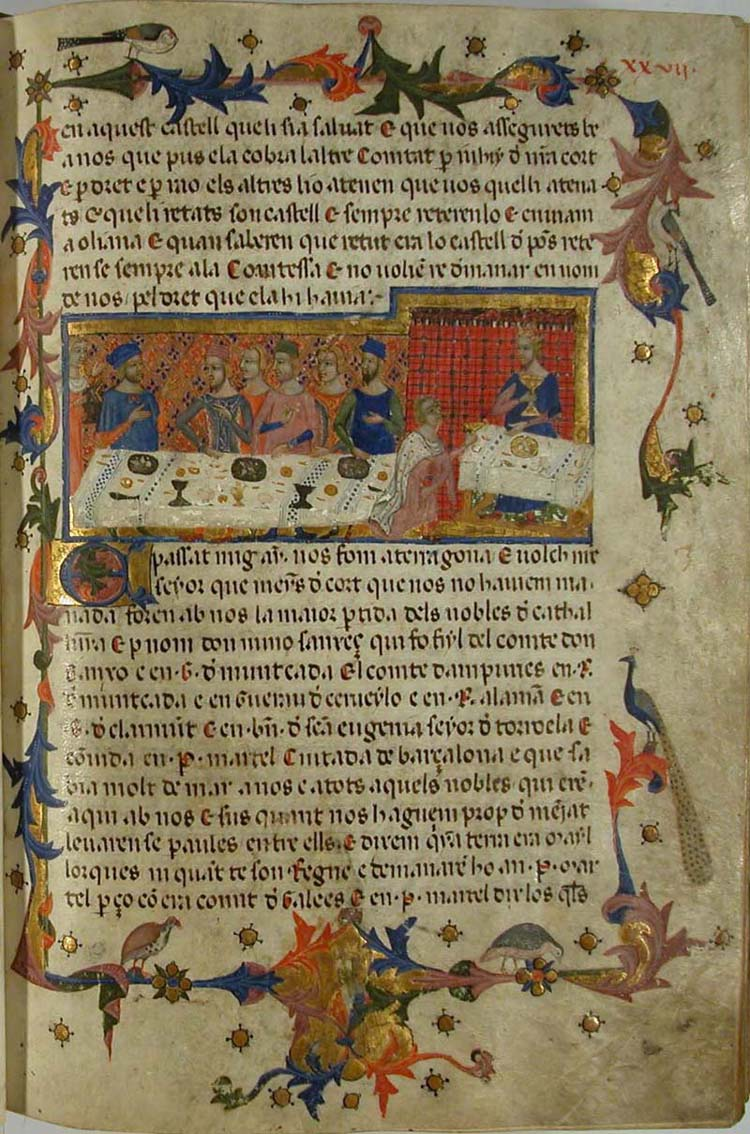
«Sopar de Tarragona»
il·lustrat al Llibre dels Feyts
(còdex de Poblet)

Els cortesans menjaven millor (quantitat, qualitat i varietat) que les classes populars. Els fogons dels palaus eren atesos pels millors cuiners, sovint contractats a països estrangers. En cada regne europeu hi havia dues maneres de cuinar concurrents: segons les preferències locals del rei i les «estrangeres» de la reina consort. La cuina de les corts es va internacionalitzar. Si més no, parcialment.
Alguns dels tractats més antics i populars foren escrits per cuiners reials. Directament o a instàncies d'alts funcionaris. L'autor del llibre de Sent Soví, Pere Felip, es declarava cuiner del rei d'Anglaterra. Currículum potser fantasiós i propagandistic. El cuiner mestre Robert del llibre del coc potser va existir però tot sembla indicar que fou redactat o dirigit per Manuel Dieç. L'obra Arte cisoria, del marquès de Villena, és un altre tractat gastronòmic basat en la vida cortesana.
Exemples:
- Guillaume Tirel (Taillevent), cuiner de Carles VI de França, autor de l'obra “Le viandier”.[37][38]
- Caterina de Mèdici.[39]
- Caterina II de Rússia.[40]
- Isabel Farnese.[41]

### Moda
L'aspecte personal dels cortesans era molt important. En la majoria de casos, un vestit luxós amb els complements adequats (sabates, capells, perruques, tatuatges, ...) era l'elecció que tots desitjaven.
Entre altres hi ha dos personatges famosos per dictar la moda del seu temps:
- Petroni, “arbiter elegantiarum”[42] o “elegantiae arbiter”.[43]
- Beau Brummell[44]

## Corts notables
Totes les seus de poder són importants. La notabilitat consignada aquí fa referència a algunes corts descrites en cròniques contemporànies que permeten destacar alguns fets singulars o anecdòtics.

### Pere el Cerimoniós
De la cort de Pere III de Catalunya es conserven unes Ordinacions sobre el regiment de tots els seus oficials (en el sentit d'oficis o càrrecs).
En les Ordinacions de Pere III es definien els quatre grans dignataris de la cort: el majordom, el camarlenc, el canceller i el mestre racional.

### Khublai Khan
Marco Polo va explicar moltes coses de la cort d'aquest emperador. En dos dels capítols descrigué els dos palaus principals: un de marbre i un altre desmuntable.
| «                                   | Resumint, tot el palau està fet d'aquestes canyes (de bambú)… La construcció està pensada per poder desmuntar-la i tornar a muntar ràpidament; i pot ser desmuntat en peces i transportat cap a on l'Emperador mani… | » |
| — Marco Polo. Viatges. Capítol LXI. | |   |

### Tamerlà
L'ambaixador del rei Enric III de Castella, Ruy González de Clavijo va donar molts detalls de la cort de Timur Bec. Tamerlà és descrit per Clavijo com un governant expeditiu i cruel, que organitza festes fastuoses freqüents en diverses hortes als afores de Samarkanda. També és esmentat jugant als escacs diverses vegades.
| « | ... el Señor trae consigo continuadamente jueces que libran en el su real é casa, é quando llegan á alguna tierra, á todos los de la tierra libran, é oyense ellos; los quales jueces son ordenados é libran en esta manera: los unos libran los grandes fechos é querellas de fuerzas que entre ellos acaescen ; é otros libran en fechos del dinero del Señor, é otros despachan á los Procuradores de las tierras é ciudades que al Señor vienen, é otros á los Embajadores: é estos, quando el real está asentado, ya saben donde cada uno dellos se han de sentar á librar. | » |
| — ... el senyor (Tamerlà) s'acompanya sempre de jutges que fan justícia a casa seva o al seu campament, i -quan arriben a un territori- els de la terra declaren i ells els escolten; aquests jutges s'encarreguen de causes diferents: uns tracten els casos importants i querelles bèl·liques, els altres atenen als procuradors de ciutats i territoris del senyor (Tamerlà), i els tercers als ambaixadors; quan el campament està assentat els jutges saben on s'han de seure i jutjar... , Historia del gran Tamorlan: e itinerario y e narracion del viage, y relación de la embajada que Ruy Gonzalez de Clavijo le hizo por mandado del muy poderoso señor rey Don Henrique el Tercero de Castilla. | |   |

### 1520. Cort de l'imperi d'Etiopia
Un llibre de Francisco Álvares explica la cort de l'emperador David.
| «                                   | Allegados a las cortinas mandaron entrar al Embaxador, y con el nueue Portugueses; pasadas estas primeras cortinas, estauan otras mas ricas, quales tambien passamos, y luego vimos vnos grandes estrados muy ricos, con hermosas alcatifas, y delante dellos auia otras preciosissimas cortinas, las quales fueron luego abiertas por medio, y vimos al potentísimo Emperador de Etiopia, assentado en lo alto de vn teatro, al qual se subia por seys escalones,y todo el estaua muy ricamente adornado. | » |
| — Historia De Las Cosas de Etiopia. | |   |

### Alfons el Magnànim
La cort napolitana del Magnànim està relativament ben documentada. Entre altres autors per Melcior Miralles i Antonio Beccadelli
Un estudi del segle xix en resumeix la importància recordant les notables obres arquitectòniques i de fortificació, i el luxe i les despeses dels actes públics. La mateixa obra destaca la feblesa política d'aquella cort.
Des del punt de vista cultural Alfons el Magnànim va reunir intelectuals i artistes de gran vàlua. Va promoure la redacció de llibres diversos en català (originals o traduccions): Llibre del Art de Menescalia, Llibre del Coch, Flos del tresor de beutat.
La cort de Nàpols va acollir Benedetto Cotrugli, mercader de Ragusa i autor de dos obres manuscrites importants: Llibre de l'art de la Mercatura  (Llibre  sobre l'art de Comerç ) i “De navigatione” (Nàpols 1464), un llibre de navegació que no es va arribar a publicar, però que es conserva en forma de manuscrit. Es tracta d'una obra que pot consultar-se en una transcripció digitalitzada a cura de Piero Falchetta. (Vegeu De navigatione)

#### Cavalls i equitació
Alfons el Magnànim i el seu fill  Ferrante es distingiren en la cria de cavalls i l'equitació. L'art de la doma o equitació d'Alta Escola es va desenvolupar a la cort de Nàpols d'aquella època. El mestre de Federico Grisone (autor de Gli ordini di cavalcare) fou Nicoló Pagano, fill de Monte Pagano. Aquest darrer ensenyà al seu fill i al futur rei Ferrante. Del rei Ferrante es conserva un tractat sobre cavalls i equitació.